# Rosaria Aiello
Rosaria Aiello (Catânia, 12 de maio de 1989) é uma jogadora de polo aquático italiana, medalhista olímpica.

## Carreira
Aiello fez parte da equipe que conquistou a medalha de prata pela Itália nos Jogos do Rio de Janeiro, em 2016.